# 機動戰士GUNDAM ZZ
《機動戰士GUNDAM ZZ》是GUNDAM系列作品的第三部電視動畫。是《機動戰士Z GUNDAM》的續集。於1986年3月1日至1987年1月31日在名古屋電視台上映。台灣於1989年10月21日至1990年9月15日間由緯來公司製播，與前作《機動戰士Z鋼彈》一併以《鋼彈勇士》的名稱於華視頻道放映；香港無綫電視則譯為《機動戰士雷霆一擊》，由1993年3月30日至1993年6月1日期間在無綫電視翡翠台播放。官方網上重製字幕版本於2017年在gundam.info免費放送，但在之後下架。
雖然書寫常以英文字的Z來取代希臘文第六字母的Ζ，而標題當中「ΖΖ」的正確讀音應念作「Double Zeta（ダブルゼータ）」。

## 故事
宇宙世紀0088年，幽谷在格利普斯戰役後元氣大傷，而幽谷主力戰艦之一阿卡馬（此詞來自梵文「阿含」）進入Side1香格里拉殖民地進行補給與修理時，從事資源回收業的主角傑特·亞希達與他的朋友們企圖偷走Z GUNDAM拿去賣錢，由這個事件開始，傑特與朋友們被捲入了幽谷與新吉翁的衝突當中，在故事中期哈曼·坎恩發動第一次新吉翁抗戰，抗戰後期葛雷米佔領阿克西斯發動叛亂為故事的完結。

## 作品解說
本作策劃當時，為了回應觀眾群對《機動戰士Z GUNDAM》（下稱《Z GUNDAM》）「故事太過陰暗悲慘」的批評，而將故事轉向明朗快活的漫畫式的情節來發展。但是播出之後卻反而在舊作愛好者當中被斥為「胡鬧」。隨著故事的進行，中後期對MS戰鬥的細緻描寫，以及歷經新吉翁殖民地投下作戰等橋段之後，故事又轉回認真沈重的路線，結果也開拓一批新的愛好者。另外，由於在上映期間上層部已決定製作劇場版《機動戰士GUNDAM 逆襲的夏亞》，所以本來預定在故事後半登場的夏亞·阿茲納布爾的劇情被刪除，只留下一些與《逆襲的夏亞》連接的故事伏筆，以及在片頭動畫中登場的夏亞。由於2006年接連上映的劇場版《Z GUNDAM》劇情與本作等後續設定差異過大，該劇場版系列只被視為平行世界的作品，《機動戰士GUNDAM UC》與官方的設定正史皆以原版《Z GUNDAM》為主。

### 有關本作MS設定的小故事
本作在機械設定上與前作《Z GUNDAM》一樣也出現了許多難題。當初預定由永野護擔任總機械設定，但是由於富野監督的「回歸機器人動畫原點，製作明朗快活的作品」的指示，永野所設計的機械雖然有獨創性，但卻大幅度背離鋼彈的基本印象，反而還比較像「怪獸」跟「外星人」。另外主角機ZZ GUNDAM的合體變形機構在模型上也無法重現，使得贊助廠商BANDAI有所不滿。經歷數度修正仍無法解決，最後只得換掉永野護。
在本作正式放映剩下不到三週的緊急時間當中，Sunrise決定將ZZ GUNDAM設計交給小林誠，新吉翁系列機體交給出渕裕重新設計。借重小林本身模型設計師的才能，以及在《Z GUNDAM》當中所設定過獵犬與加煞C等可變形機體的經驗，加上伸童舍（工作室名稱，主要人員為岡本英郎）與明貴美加的合作，終於將本作定稿。另外出渕裕在本作中因工作排程問題，只擔任了設計原案（實際定稿的機體為巴烏／），中後期的所有新機體都交由明貴美加設定。

## 人物設定

### 幽谷（A.E.U.G.）
捷度·艾斯圖（聲：矢尾一樹(日)，劉明勳(台)）
故事開始時14歲，血型是B型，身高165cm，重56kg。ZZ高達的機師。與前作機動戰士鋼彈以及機動戰士Z鋼彈的主角童年有著優渥但缺乏關愛的生活不同，是出身社會底層以撿破爛維生的少年並與妹妹相依為命，故事初期在亞卡瑪號進入香格里拉殖民地進行補給時，受到亞贊的挑撥一時起賊心盜取了A.E.U.G.的Z鋼彈，因而與前作的主角群搭上線。在宇宙世紀的鋼彈系列主角群中的性格是最粗枝大葉，同時雖然是年紀最小卻也是心態最成熟的，故事初期也會為了利益在各個陣營中反覆背叛，身處幽谷陣營也是為了救回妹妹。
麗娜·艾斯圖（聲：岡本麻彌）
捷度的妹妹，血型是AB型，身高153，重39kg。在亞卡瑪中負責伙食，後來被阿克西斯虜走成為人質。在阿克西斯遇上古利明而得其教授上流社會的禮儀及各種樂器與舞蹈。被俘期間曾多次出走，想找回哥哥，可惜失敗。在故事的結尾，被前作終戰裡裝死躲過追蹤的夏亞·阿茲納布爾救出，透過妹妹阿爾黛西亞送回哥哥身邊。
花·園麗（Fa Yuiry，聲：松岡美幸）
亞卡瑪的女船員，軍階為軍曹。ZZ時為18歲。故事開始時照顧心智受損的嘉美尤，並駕駛還未修好的梅塔斯出戰。其後座機損毀，回到香格里拉，從此離開亞卡瑪，一心照顧嘉美尤。最後與嘉美尤成為情侶。
布萊特·諾亞（聲：鈴置洋孝(日)，李香生(台)）
本為地球聯邦的中校。現為亞卡瑪的艦長。在本劇中與前作曾毆打主角叱其幼稚相反，反被主角捷度毆打叱其不懂底層百姓的困苦。
露·露卡（聲：松井菜櫻子）
幽谷的女性志願軍，軍階為少尉。登場時駕駛着ZZ高達的核戰機，後來ZZ高達由捷度駕駛，她轉而成為Z高達的機師。開始時很反感捷度一行人的反叛行為，但後來相處之下漸漸互相理解。

### 阿克西斯（Axis）
哈曼·坎恩（聲：榊原良子(日)、鄭麗麗(港)）
阿克西斯中新吉翁政權的攝政，在地球聯邦於格里普斯的內戰中搶占先機，趁聯邦無力還手的時後再次發動吉翁的獨立戰爭，一度將地球聯邦打到毫無招架之力，但最後因內亂讓新吉翁勢力在很短的時間內急速衰弱。在劇中積極的拉攏傑特加入新吉翁的陣營，但被傑特多次拒絕。
愛羅比·普露（聲：本多知惠子(日)）
阿克西斯（新自護）的新人類少女。首次登場時10歲，高150CM，重37kg。其記憶被修改，認為古利明是自己的哥哥，但因為捷度與古利明腦波相似，故誤認捷度為其哥哥，很喜歡捷度。在捷度初次潛入阿克西斯時即纏着捷度要他陪自己玩。初登場時駕駛黑色卡碧尼，後來加入幽谷。有11個強化人複製體。
古利明·托舵（聲：柏倉努(日)）
新吉翁薩比家復興派的年輕將領，在得知自己可能是舊吉翁公國總帥基連˙薩比的複製人後，心生自己才是薩比家正統繼承人的野心對哈曼舉起反旗，導致了新吉翁在即將獲得勝利的時候因內戰而急速衰弱。
米妮瓦·拉歐·薩比（聲：伊藤美紀）
薩比家的公主，機動戰士鋼彈中所羅門要塞司令德茲爾的獨生女、德金公王的孫女，也是薩比家族僅存的血脈，被哈曼掌握在手中操控著薩比家復興派。在本劇末得知被機動戰士Z鋼彈中詐死逃脫的夏亞˙阿茲納布爾帶走，在阿克西斯的公主只是替身。

## 登場MS

### 幽谷（A.E.U.G.）
- MSZ-010 ZZ GUNDAM
- MSZ-010s 強化型ZZ GUNDAM
- FA-010B 全裝甲ZZ GUNDAM
- RGM-86R 吉姆III
- MSZ-006 Z GUNDAM
- MSN-00100 百式
- MSA-005 梅塔斯
- RX-178 GUNDAM Mk-II
- RMS-099 力克·迪亚斯
- AMX-004-2 丘貝雷MK-Ⅱ(黑色機)

### 新吉翁（Neo Zeon）
- AMX-003 卡薩C
- AMX-004 丘貝雷
- AMX-004-3 丘貝雷MK-Ⅱ(紅色機)
- AMX-006 卡薩D
- AMX-008 加索姆
- AMX-009 德萊森
- AMX-011 薩克Ⅲ
- AMX-011S 薩克Ⅲ改
- AMX-014 杜班·烏爾夫
- AMX-015 蓋馬克
- AMX-101 卡爾斯J
- AMX-102 茲沙
- AMX-103 漢馬·漢馬（或稱哈曼號）
- AMX-104 R·加加（或稱R勇士）
- AMX-107 巴烏
- AMX-109
- AMX-117R
- AMX-117L
- MS-09 德瓦基
- MS-09H 德瓦基改
- MS-14J 改修型蓋古克
- NZ-000 昆曼沙
- MRX-010 精神感應式鋼彈Mk-II

## 其它版本

### 漫畫
放映當時由所畫的劇情漫畫在講談社兒童漫畫雜誌《Comic BomBom》（コミックボンボン）連載，1999年由大都社重新出版。而此版本最為不同之處在於夏亞本人取代TV版中的雪拉在劇末登場。

### 小說
《GUNDAM ZZ》小說版並非原作者富野由悠季本人所寫，而是由途中參加《Z GUNDAM》的遠藤明吾來代為執筆，於1986年由講談社發售，但是相對於《Z GUNDAM》的五冊份量，《GUNDAM ZZ》僅有兩冊，內容集中在故事的主幹。之後版權移轉至。

## 相關後續作品

### EVOLVE../10 MSZ-010 ΖΖGUNDAM
GUNDAM EVOLVE系列CG宣傳動畫之一，內容描述傑特在前往木星旅途中的生日當天，搭救了遭受新吉翁殘黨追擊的邱貝雷。此作品是目前唯一由官方所製作的《GUNDAM ZZ》後傳作品。

### 機動戰士GUNDAM 英雄傳說
由青木健太、松川健一兩人於1990年間在SD CLUB所繪製的漫畫，內容描述凱·西登為了追查阿姆羅的下落，而來到SIDE-1巧遇香格里拉的少年們，因緣際會地搭上鋼加農復原機與尚存一氣的亞桑展開激戰。

## 遊戲書
以本作品為基礎的遊戲書（紙上RPG）由Hobby Japan雜誌社製作並發售了三集。

## 主要製作群
- 總監督：富野由悠季
- 脚本：鈴木裕美子、遠藤明吾、鎌田秀美
- 人物設定：北爪宏幸
- 美術：池田繁美
- 機械設定：伸童舎、明貴美加（第12話以降）
- 機械概念設定：小林誠、出渕裕
- 設計協力：安彦良和、大河原邦男、藤田一己
- 音樂：三枝成章
- 製作：

## 主題曲

### 片頭曲
- 作詞：秋元康、作曲：芹澤廣明、編曲：鷺巣詩郎、主唱：新井正人

- (Silent Voice)

- 作詞：売野雅勇、作曲：芹澤廣明、編曲：若草恵、主唱：ひろえ純

台灣版本
- 「剛彈勇士」（翻唱自）

原題：BETTER DAYS ARE COMING、原作詞：尼爾·薩達卡、作詞：？、主唱：藍心湄
由於與前作《機動戰士Z GUNDAM》合映之故，並未再另行新編主題歌曲而直接繼續沿用音樂。
香港版本
- 「超時空傳說」

作詞：林夕、作曲：羅大佑、編曲：Barry Chung、主唱：黃耀明
此曲在片頭及片尾播放時只播放前奏，有歌詞之版本收錄在「音樂工廠3 兒童樂園」專輯中。

### 片尾曲
- 作詞：秋元康、作曲：芹澤廣明、編曲：鷺巣詩郎、主唱：新井正人

- 作詞：井荻麟、作曲：芹澤廣明、編曲：若草恵、主唱：ひろえ純

### 插曲
- （第1話）

- 作詞・作曲：尼爾·薩達卡、作詞：井荻麟、編曲：渡邊博也、主唱：鮎川麻弥

## 各話標題
| 話數 | 日本播放日期   | 台灣播放日期   | 副標題 | 中文翻譯               | 劇本               | 演出     | 作畫監督             |
| ---- | -------------- | -------------- | ------ | ---------------------- | ------------------ | -------- | -------------------- |
| 1    | 1986年3月1日   | 1989年10月21日 |        | ZZ的前奏曲             | 寺沢賢（構成）     | 南田操   | －                   |
| 2    | 1986年3月8日   | 1989年10月28日 |        | 香格里拉的少年         | 鈴木裕美子         | 杉島邦久 | 北爪宏幸             |
| 3    | 1986年3月15日  | 1989年11月4日  |        | 安多拉的騎士           | 遠藤明吾、斧谷稔   | 横山広行 | 山田きさらか         |
| 4    | 1986年3月22日  | 1989年11月11日 |        | 熱血的馬修瑪           | 鈴木裕美子         | 関田修   | 金山明博             |
| 5    | 1986年3月29日  | 1989年11月18日 |        | 傑特的決心             | 遠藤明吾           | 平林淳   | 恩田尚之             |
| 6    | 1986年4月5日   | 1989年11月25日 |        | 的威脅                 | 鈴木裕美子         | 川瀬敏文 | 敷島博英             |
| 7    | 1986年4月12日  | 1989年12月2日  |        | 卡薩的風暴             | 遠藤明吾           | 杉島邦久 | 小林利充             |
| 8    | 1986年4月19日  | 1989年12月9日  |        | 鎮魂鐘二度響起         | 鈴木裕美子         | 横山広行 | 神村幸子             |
| 9    | 1986年4月26日  | 1989年12月16日 |        | 宇宙的傑特             | 遠藤明吾           | 関田修   |                      |
| 10   | 1986年5月3日   | 1989年12月23日 |        | 再見了！花             | 鈴木裕美子         | 平林淳   | 金山明博             |
| 11   | 1986年5月10日  | 1989年12月30日 |        | 啟動！ZZ鋼彈           | 遠藤明吾           | 川瀬敏文 | 恩田尚之             |
| 12   | 1986年5月17日  | 1990年1月6日   |        | 消失的莉娜             | 鈴木裕美子         | 杉島邦久 | 小林利充             |
| 13   | 1986年5月24日  | 1990年1月13日  |        | 妹妹！                 | 遠藤明吾           | 横山広行 | 神村幸子             |
| 14   | 1986年5月31日  | 1990年1月20日  |        | 夢幻的（上集）         | 鈴木裕美子         | 平林淳   | 山田きさらか         |
| 15   | 1986年6月7日   | 1990年1月27日  |        | 夢幻的（下集）         | 鈴木裕美子         | 関田修   | 金山明博             |
| 16   | 1986年6月14日  | 1990年2月3日   |        | 阿卡馬的白兵戰         | 遠藤明吾           | 川瀬敏文 | 恩田尚之             |
| 17   | 1986年6月21日  | 1990年2月10日  |        | 奪回！核心前端機       | 遠藤明吾           | 杉島邦久 | 敷島博英             |
| 18   | 1986年6月28日  | 1990年2月17日  |        | 哈曼的黑影             | 遠藤明吾           | 横山広行 | 神村幸子             |
| 19   | 1986年7月12日  | 1990年2月24日  |        | 普露和阿克西斯         | 遠藤明吾           | 平林淳   |                      |
| 20   | 1986年7月19日  | 1990年3月3日   |        | 愛哭鬼賽西利雅（上集） | 鈴木裕美子         | 関田修   | 金山明博             |
| 21   | 1986年7月26日  | 1990年3月10日  |        | 愛哭鬼賽西利雅（下集） | 鈴木裕美子         | 川瀬敏文 | 恩田尚之             |
| 22   | 1986年8月2日   | 1990年3月17日  |        | 傑特、出擊！           | 遠藤明吾           | 杉島邦久 | 小林利充             |
| 23   | 1986年8月9日   | 1990年3月24日  |        | 燃燒的地球             | 遠藤明吾           | 横山広行 | 敷島博英             |
| 24   | 1986年8月16日  | 1990年4月7日   |        | 在南海綻放的兄妹愛     | 鈴木裕美子         | 高松信司 | 神村幸子             |
| 25   | 1986年8月23日  | 1990年4月14日  |        | 隆美爾的顏面           | 遠藤明吾           | 関田修   |                      |
| 26   | 1986年8月30日  | 1990年4月21日  |        | 馬賽的心               | 鈴木裕美子         | 川瀬敏文 | 恩田尚之             |
| 27   | 1986年9月6日   | 1990年4月28日  |        | 莉娜之血（上集）       | 遠藤明吾           | 杉島邦久 | 金山明博             |
| 28   | 1986年9月13日  | 1990年5月5日   |        | 莉娜之血（下集）       | 遠藤明吾           | 江上潔   | 小林利充             |
| 29   | 1986年9月20日  | 1990年5月12日  |        | 露的逃亡               | 鎌田秀美           | 横山広行 | 神村幸子             |
| 30   | 1986年9月27日  | 1990年5月19日  |        | 藍色部隊（上集）       | 鈴木裕美子         | 高松信司 | 山田きさらか         |
| 31   | 1986年10月4日  | 1990年5月26日  |        | 藍色部隊（下集）       | 鎌田秀美           | 関田修   | 恩田尚之             |
| 32   | 1986年10月11日 | 1990年6月2日   |        | 飛越鹽湖               | 遠藤明吾           | 杉島邦久 | 北爪宏幸             |
| 33   | 1986年10月18日 | 1990年6月9日   |        | 都柏林的午後           | 鈴木裕美子         | 今西隆志 | 金山明博             |
| 34   | 1986年10月25日 | 1990年6月16日  |        | 卡密兒之聲             | 遠藤明吾           | 川瀬敏文 | 小林利充             |
| 35   | 1986年11月1日  | 1990年6月23日  |        | 墜落的天空             | 鈴木裕美子         | 横山広行 | 神村幸子             |
| 36   | 1986年11月8日  | 1990年6月30日  |        | 重力下的普露茲         | 鎌田秀美           | 高松信司 | 恩田尚之             |
| 37   | 1986年11月15日 | 1990年7月7日   |        | 擬·阿卡馬              | 遠藤明吾           | 江上潔   |                      |
| 38   | 1986年11月22日 | 1990年7月14日  |        | 鐵壁、加姆路·芬        | 鈴木裕美子         | 関田修   | 金山明博             |
| 39   | 1986年11月29日 | 1990年7月21日  |        | 莎拉莎、再臨           | 鎌田秀美           | 今西隆志 | 小林利充             |
| 40   | 1986年12月6日  | 1990年7月28日  |        | 巴姆之虎的夢           | 鈴木裕美子         | 川瀬敏文 | 神村幸子             |
| 41   | 1986年12月13日 | 1990年8月4日   |        | 拉莎拉的生命           | 遠藤明吾           | 杉島邦久 | 小曽根正美、山下昭彦 |
| 42   | 1986年12月20日 | 1990年8月11日  |        | 核心三號的少女（上集） | 鈴木裕美子         | 横山広行 | 山田きさらか         |
| 43   | 1986年12月27日 | 1990年8月18日  |        | 核心三號的少女（下集） | 遠藤明吾           | 高松信司 | 金山明博             |
| 44   | 1987年1月10日  | 1990年8月25日  |        | 安瑪莉、消逝           | 鈴木裕美子、斧谷稔 | 江上潔   | 小林利充             |
| 45   | 1987年1月17日  | 1990年9月1日   |        | 阿克西斯的戰鬥         | 鎌田秀美           | 関田修   | 神村幸子             |
| 46   | 1987年1月24日  | 1990年9月8日   |        | 震動                   | 遠藤明吾           | 川瀬敏文 | 内田順久             |
| 47   | 1987年1月31日  | 1990年9月15日  |        | 戰士、再會             | 遠藤明吾、斧谷稔   | 杉島邦久 | 北爪宏幸             |

## 外部連結
- 機動戰士GUNDAM ZZ 官方網站 （页面存档备份，存于）（日語）